# San Bartolomeo in Galdo
San Bartolomeo in Galdo – miejscowość i gmina we Włoszech, w regionie Kampania, w prowincji Benewent.
Według danych na I 2009 gminę zamieszkiwało 5236 osób przy gęstości zaludnienia 63,5 os./1 km².